# Dofen
Le Dofen est un volcan d'Éthiopie.